# Élections législatives de 1936 dans l'Hérault
 (octobre 2020).
Si vous disposez d'ouvrages ou d'articles de référence ou si vous connaissez des sites web de qualité traitant du thème abordé ici, merci de compléter l'article en donnant les références utiles à sa vérifiabilité et en les liant à la section « Notes et références ».
Les élections législatives françaises de 1936 ont lieu les 26 avril et 3 mai.

## Élus
|   | Circonscription    | Député sortant          |  | Groupe parlementaire                      | Député élu        |  | Groupe parlementaire                      |
| - | ------------------ | ----------------------- |  | ----------------------------------------- | ----------------- |  | ----------------------------------------- |
| 1 | 1re de Béziers     | Léon Baylet             |  | Parti socialiste                          | Auguste Albertini |  | Républicain radical et radical-socialiste |
| 2 | 2e de Béziers      | Jean Félix              |  | Parti socialiste                          | Fernand Roucayrol |  | Socialiste                                |
| 3 | 3e de Béziers      | Édouard Barthe          |  | Parti socialiste                          | Édouard Barthe    |  | Union socialiste républicaine             |
| 4 | Lodève             | Louis Germain-Martin    |  | Gauche radicale                           | Vincent Badie     |  | Républicain radical et radical-socialiste |
| 5 | 1re de Montpellier | Henri de Rodez-Bénavent |  | Non inscrit                               | Paul Boulet       |  | Parti de la Jeune République              |
| 6 | 2e de Montpellier  | Jean Alès               |  | Républicain radical et radical-socialiste | Moïse Majurel     |  | Socialiste                                |
| 7 | 3e de Montpellier  | Lucien Salette          |  | Parti socialiste                          | Lucien Salette    |  | Socialiste                                |

## Résultats à l'échelle du département
| Partis         | Partis                                          | Premier tour | Premier tour | Deuxième tour | Deuxième tour | Sièges |
| Partis         | Partis                                          | Voix         | %            | Voix          | %             | Sièges |
| -------------- | ----------------------------------------------- | ------------ | ------------ | ------------- | ------------- | ------ |
|                | Section française de l'Internationale ouvrière  | 28 313       | 27,70        | 28 517        | 36,95         | 3      |
|                | Parti républicain radical et radical-socialiste | 23 632       | 23,12        | 21 382        | 27,70         | 2      |
|                | Union socialiste républicaine                   | 18 695       | 18,29        | 8 727         | 11,31         | 1      |
|                | Parti communiste-SFIC                           | 13 214       | 12,93        |               |               | 0      |
|                | Droite                                          | 8 395        | 8,21         | 9 988         | 12,94         | 0      |
|                | Radicaux indépendants                           | 5 108        | 5,00         |               |               | 0      |
|                | Parti de la Jeune République                    | 2 927        | 2,86         | 8 467         | 10,97         | 1      |
|                | Républicains indépendants                       | 1 307        | 1,28         |               |               | 0      |
|                | Parti agraire et paysan français                | 399          | 0,39         | 0             |               |        |
|                | Divers                                          | 226          | 0,22         | 99            | 0,13          | 0      |
|                |                                                 |              |              |               |               |        |
| Inscrits       | Inscrits                                        | 136 793      | 100,00       | 98 897        | 100,00        | 7      |
| Votants        | Votants                                         | 104 867      | 76,66        | 78 274        | 79,15         |        |
| Abstentions    | Abstentions                                     | 31 926       | 23,34        | 20 623        | 20,85         |        |
| Blancs et nuls | Blancs et nuls                                  | 2 651        | 2,53         | 1 094         | 1,40          |        |
| Exprimés       | Exprimés                                        | 102 216      | 97,47        | 77 180        | 98,60         |        |

## Résultats par arrondissement

### Arrondissement de Béziers

#### 1recirconscription
| Candidats      | Candidats         | Étiquette      | Premier tour | Premier tour |
| Candidats      | Candidats         | Étiquette      | Voix         | %            |
| -------------- | ----------------- | -------------- | ------------ | ------------ |
|                | Auguste Albertini | PRRRS          | 8 502        | 50,63        |
|                | Léon Baylet       | SFIO           | 5 609        | 33,40        |
|                | Mioch             | PC-SFIC        | 1 837        | 10,94        |
|                | Dance             | USR            | 839          | 5,00         |
|                | Divers            | Divers         | 4            | 0,02         |
|                |                   |                |              |              |
| Inscrits       | Inscrits          | Inscrits       | 22 005       | 100,00       |
| Votants        | Votants           | Votants        | 17 117       | 77,79        |
| Abstention     | Abstention        | Abstention     | 4 888        | 22,21        |
| Blancs et nuls | Blancs et nuls    | Blancs et nuls | 326          | 1,90         |
| Exprimés       | Exprimés          | Exprimés       | 16 791       | 98,10        |

#### 2ecirconscription
| Candidats      | Candidats         | Étiquette      | Premier tour | Premier tour | Deuxième tour | Deuxième tour |
| Candidats      | Candidats         | Étiquette      | Voix         | %            | Voix          | %             |
| -------------- | ----------------- | -------------- | ------------ | ------------ | ------------- | ------------- |
|                | Fernand Roucayrol | SFIO           | 5 797        | 29,54        | 9 608         | 46,48         |
|                | Claparède         | PRRRS          | 5 748        | 29,29        | 7 256         | 35,10         |
|                | Jean Félix        | USR            | 5 512        | 28,08        | 3 797         | 18,37         |
|                | Roqueblave        | PC-SFIC        | 2 570        | 13,09        |               |               |
|                | Divers            | Divers         |              |              | 9             | 0,04          |
|                |                   |                |              |              |               |               |
| Inscrits       | Inscrits          | Inscrits       | 26 817       | 100,00       | 26 817        | 100,00        |
| Votants        | Votants           | Votants        | 20 029       | 74,69        | 20 815        | 77,62         |
| Abstention     | Abstention        | Abstention     | 6 788        | 25,31        | 6 002         | 22,38         |
| Blancs et nuls | Blancs et nuls    | Blancs et nuls | 402          | 2,01         | 145           | 0,70          |
| Exprimés       | Exprimés          | Exprimés       | 19 627       | 97,99        | 20 670        | 99,30         |

#### 3ecirconscription
| Candidats      | Candidats      | Étiquette      | Premier tour | Premier tour |
| Candidats      | Candidats      | Étiquette      | Voix         | %            |
| -------------- | -------------- | -------------- | ------------ | ------------ |
|                | Édouard Barthe | USR            | 6 968        | 61,64        |
|                | Milhau         | SFIO           | 3 087        | 27,31        |
|                | Durandeau      | PC-SFIC        | 1 244        | 11,00        |
|                | Divers         | Divers         | 6            | 0,05         |
|                |                |                |              |              |
| Inscrits       | Inscrits       | Inscrits       | 15 894       | 100,00       |
| Votants        | Votants        | Votants        | 12 009       | 75,56        |
| Abstention     | Abstention     | Abstention     | 3 885        | 24,44        |
| Blancs et nuls | Blancs et nuls | Blancs et nuls | 704          | 5,86         |
| Exprimés       | Exprimés       | Exprimés       | 11 305       | 94,14        |

### Arrondissement de Lodève
| Candidats      | Candidats            | Étiquette           | Premier tour | Premier tour | Deuxième tour | Deuxième tour |
| Candidats      | Candidats            | Étiquette           | Voix         | %            | Voix          | %             |
| -------------- | -------------------- | ------------------- | ------------ | ------------ | ------------- | ------------- |
|                | Louis Germain-Martin | Radical indépendant | 5 108        | 48,10        |               |               |
|                | Valat                | USR                 | 2 307        | 21,72        | 4 930         | 45,15         |
|                | Biscarlet            | PC-SFIC             | 1 410        | 13,28        |               |               |
|                | Galy                 | SFIO                | 1 228        | 11,56        |               |               |
|                | Cambriel             | PAPF                | 399          | 3,76         |               |               |
|                | Prieur               | Divers              | 160          | 1,51         |               |               |
|                | Vincent Badie        | PRRRS               |              |              | 5 946         | 54,45         |
|                | Divers               | Divers              | 8            | 0,08         | 44            | 0,40          |
|                |                      |                     |              |              |               |               |
| Inscrits       | Inscrits             | Inscrits            | 14 032       | 100,00       | 14 035        | 100,00        |
| Votants        | Votants              | Votants             | 10 822       | 77,12        | 11 056        | 78,77         |
| Abstention     | Abstention           | Abstention          | 3 210        | 22,88        | 2 979         | 21,23         |
| Blancs et nuls | Blancs et nuls       | Blancs et nuls      | 202          | 1,87         | 136           | 1,23          |
| Exprimés       | Exprimés             | Exprimés            | 10 620       | 98,13        | 10 920        | 98,77         |

### Arrondissement de Montpellier

#### 1recirconscription
| Candidats      | Candidats               | Étiquette      | Premier tour | Premier tour | Deuxième tour | Deuxième tour |
| Candidats      | Candidats               | Étiquette      | Voix         | %            | Voix          | %             |
| -------------- | ----------------------- | -------------- | ------------ | ------------ | ------------- | ------------- |
|                | Henri de Rodez-Bénavent | Droite         | 5 729        | 40,30        | 6 831         | 44,55         |
|                | Paul Boulet             | PJR            | 2 927        | 20,59        | 8 467         | 55,22         |
|                | Delon                   | PRRRS          | 1 631        | 11,47        |               |               |
|                | Elie                    | SFIO           | 1 435        | 10,09        |               |               |
|                | Gautrand                | PC-SFIC        | 1 346        | 9,47         |               |               |
|                | Rouch                   | USR            | 1 101        | 7,74         |               |               |
|                | Divers                  | Divers         | 48           | 0,34         | 34            | 0,22          |
|                |                         |                |              |              |               |               |
| Inscrits       | Inscrits                | Inscrits       | 18 499       | 100,00       | 18 501        | 100,00        |
| Votants        | Votants                 | Votants        | 14 486       | 78,31        | 15 522        | 83,90         |
| Abstention     | Abstention              | Abstention     | 4 013        | 21,69        | 3 279         | 17,72         |
| Blancs et nuls | Blancs et nuls          | Blancs et nuls | 269          | 1,86         | 190           | 1,22          |
| Exprimés       | Exprimés                | Exprimés       | 14 217       | 98,14        | 15 332        | 98,78         |

#### 2ecirconscription
| Candidats      | Candidats      | Étiquette               | Premier tour | Premier tour | Deuxième tour | Deuxième tour |
| Candidats      | Candidats      | Étiquette               | Voix         | %            | Voix          | %             |
| -------------- | -------------- | ----------------------- | ------------ | ------------ | ------------- | ------------- |
|                | Jean Alès      | PRRRS                   | 6 278        | 37,24        | 8 180         | 45,14         |
|                | Moïse Majurel  | SFIO                    | 5 695        | 33,78        | 9 941         | 54,86         |
|                | Paloc          | USR                     | 1 799        | 10,67        |               |               |
|                | Gastun         | PC-SFIC                 | 1 612        | 9,56         |               |               |
|                | Meloux         | Républicain indépendant | 1 307        | 7,75         |               |               |
|                | Servel         | USR                     | 169          | 1,00         |               |               |
|                |                |                         |              |              |               |               |
| Inscrits       | Inscrits       | Inscrits                | 22 439       | 100,00       | 22 437        | 100,00        |
| Votants        | Votants        | Votants                 | 17 380       | 77,45        | 18 408        | 82,04         |
| Abstention     | Abstention     | Abstention              | 5 059        | 22,55        | 4 029         | 17,96         |
| Blancs et nuls | Blancs et nuls | Blancs et nuls          | 520          | 2,99         | 287           | 1,56          |
| Exprimés       | Exprimés       | Exprimés                | 16 860       | 97,01        | 18 121        | 98,44         |

#### 3ecirconscription
| Candidats      | Candidats      | Étiquette      | Premier tour | Premier tour | Deuxième tour | Deuxième tour |
| Candidats      | Candidats      | Étiquette      | Voix         | %            | Voix          | %             |
| -------------- | -------------- | -------------- | ------------ | ------------ | ------------- | ------------- |
|                | Lucien Salette | SFIO           | 5 462        | 42,69        | 8 968         | 73,89         |
|                | Gros           | PC-SFIC        | 3 195        | 24,97        |               |               |
|                | Bayrou         | Droite         | 2 666        | 20,83        | 3 157         | 26,01         |
|                | Cadourcy       | PRRRS          | 1 473        | 11,51        |               |               |
|                | Divers         | Divers         |              |              | 12            | 0,10          |
|                |                |                |              |              |               |               |
| Inscrits       | Inscrits       | Inscrits       | 17 107       | 100,00       | 17 107        | 100,00        |
| Votants        | Votants        | Votants        | 13 024       | 76,13        | 12 473        | 72,91         |
| Abstention     | Abstention     | Abstention     | 4 083        | 23,87        | 4 634         | 27,09         |
| Blancs et nuls | Blancs et nuls | Blancs et nuls | 228          | 1,75         | 336           | 2,69          |
| Exprimés       | Exprimés       | Exprimés       | 12 796       | 98,25        | 12 137        | 97,31         |